# Aplomerus buprestivorus
Aplomerus buprestivorus är en stekelart som beskrevs av Sievert Allen Rohwer 1920. Aplomerus buprestivorus ingår i släktet Aplomerus och familjen brokparasitsteklar. Inga underarter finns listade i Catalogue of Life.